# Le cheval d'orgueil
Le cheval d'orgueil è un film del 1980 diretto da Claude Chabrol.